# Rockland County
Rockland County ist ein County im Bundesstaat New York der Vereinigten Staaten. Bei der Volkszählung im Jahr 2020 hatte das County 338.329 Einwohner und eine Bevölkerungsdichte von 752,7 Einwohnern pro Quadratkilometer. Der Verwaltungssitz (County Seat) ist New City.

## Geographie
Das County hat eine Fläche von 516,3 Quadratkilometern, wovon 66,8 Quadratkilometer Wasserfläche sind. Das Rockland County grenzt im Süden an das Bergen County in New Jersey, im Westen an das Orange County und im Osten an den Hudson River, der die Grenze mit dem Westchester County bildet.

### Umliegende Gebiete
| Orange County       | Orange County Putnam County | Putnam County      |
| Passaic County (NJ) |                             | Westchester County |
| Bergen County (NJ)  | Bergen County (NJ)          | Westchester County |

## Geschichte
Das Rockland County wurde am 23. Februar 1798 aus dem südöstlichen Teil von Orange County gebildet.

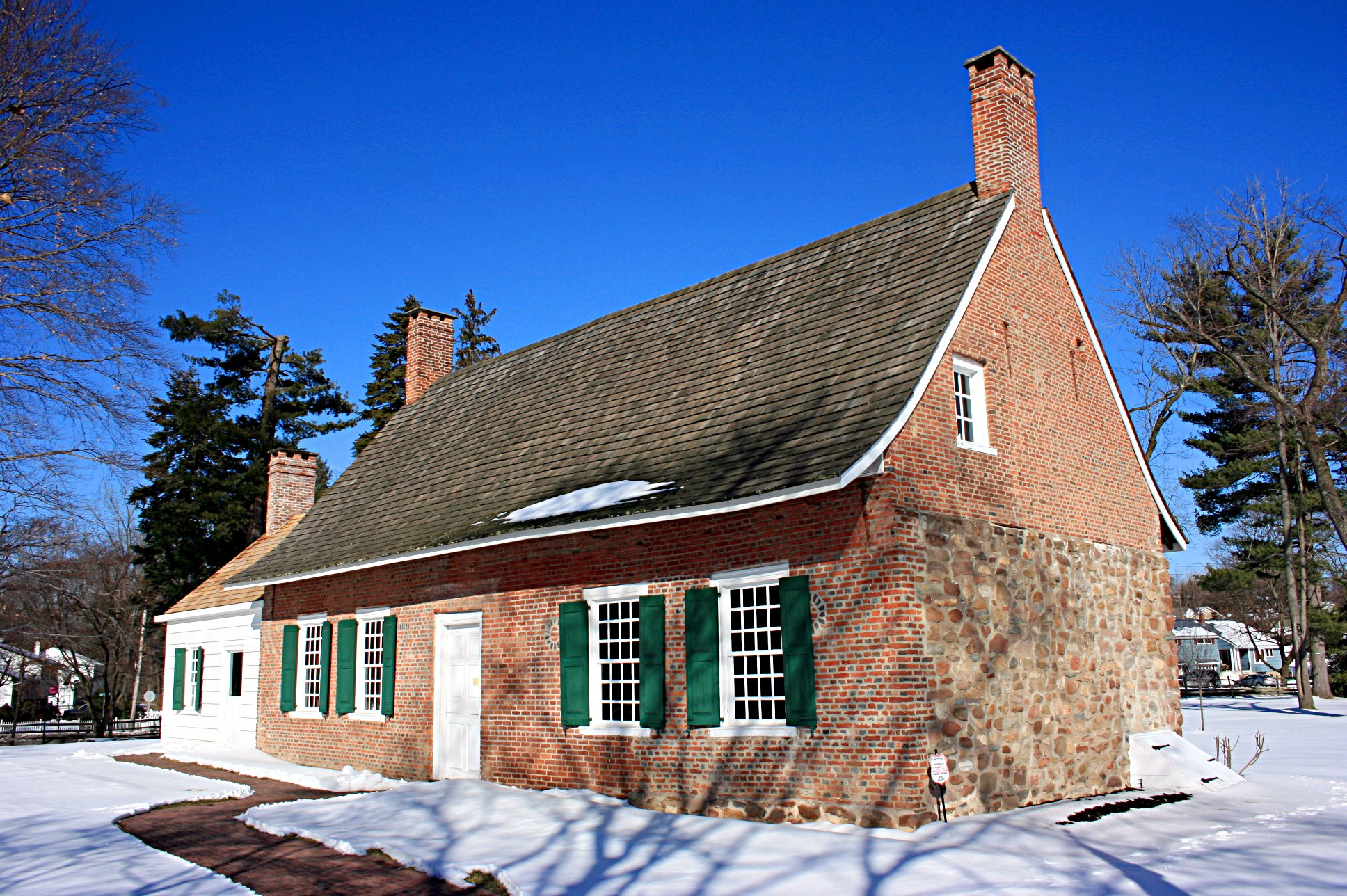
Das De Wint House (2007) ist eine von drei National Historic Landmarks im County.

Drei Orte haben den Status einer National Historic Landmark, das Stony Point Battlefield, das De Wint House und der Palisades Interstate Park. 78 Bauwerke und Stätten des Countys sind insgesamt im National Register of Historic Places eingetragen (Stand 21. Februar 2018).

### Einwohnerentwicklung
| Jahr      | 1800    | 1810    | 1820    | 1830   | 1840   | 1850   | 1860    | 1870    | 1880    | 1890    |
| --------- | ------- | ------- | ------- | ------ | ------ | ------ | ------- | ------- | ------- | ------- |
| Einwohner | 6353    | 7758    | 8837    | 9388   | 11.975 | 16.962 | 22.492  | 25.213  | 27.690  | 35.162  |
| Jahr      | 1900    | 1910    | 1920    | 1930   | 1940   | 1950   | 1960    | 1970    | 1980    | 1990    |
| Einwohner | 38.298  | 46.873  | 45.548  | 59.599 | 74.261 | 89.276 | 136.803 | 229.903 | 259.530 | 265.475 |
| Jahr      | 2000    | 2010    | 2020    | 2030   | 2040   | 2050   | 2060    | 2070    | 2080    | 2090    |
| Einwohner | 286.753 | 311.687 | 338.329 |        |        |        |         |         |         |         |

Hinweis: Der Wert von 1810 ist lediglich aus der englischsprachigen Wikipedia ungeprüft übernommen worden, weil die Einwohnerzahlen für 1810 derzeit auf dem Server der Census-Behörde nicht verfügbar sind. (Stand: 11. November 2020)

## Städte und Ortschaften
Zusätzlich zu den unten angeführten selbständigen Gemeinden gibt es im ??? County mehrere villages.
| Ortschaft   | Status | Einwohner (2010) | Gesamte Fläche [km²]! | Landfläche [km²] | Bevölkerungsdichte [Einwohner / km²] | Gründung      | Besonderheit                                                                                   |
| ----------- | ------ | ---------------- | --------------------- | ---------------- | ------------------------------------ | ------------- | ---------------------------------------------------------------------------------------------- |
| Clarkstown  | town   | 84.187           | 121,9                 | 99,6             | 845,3                                | 18. März 1791 |                                                                                                |
| Haverstraw  | town   | 36.634           | 71,0                  | 57,4             | 638,2                                | 7. März 1788  |                                                                                                |
| Orangetown  | town   | 49.212           | 81,2                  | 62,4             | 788,6                                | 7. März 1788  |                                                                                                |
| Ramapo      | town   | 126.595          | 160,3                 | 158,5            | 38,7                                 | 18. März 1791 | Gründungsname: New Hampstead; umbenannt in Hampstead am 3. März 1797; umbenannt in Ramapo 1828 |
| Stony Point | town   | 15.059           | 81,8                  | 71,5             | 210,6                                | 20. März 1865 |                                                                                                |